# Ester Capella
Ester Capella i Farré, née le 3 avril 1963, est une femme politique espagnole membre de la Gauche républicaine de Catalogne (ERC).
Elle est élue députée de la circonscription de Barcelone lors des élections générales de décembre 2015.

## Biographie

### Profession
Ester Capella i Farré est titulaire d'une licence en droit par l'Université de Barcelone. Elle est avocate.

### Activités politiques
Elle est conseillère municipale de Barcelone de 2007 à 2011. Elle est sénatrice de 2013 à 2015.
Le 20 décembre 2015, elle est élue députée pour Barcelone au Congrès des députés et réélue en 2016.